# Heemkundig museum 't Mieleke

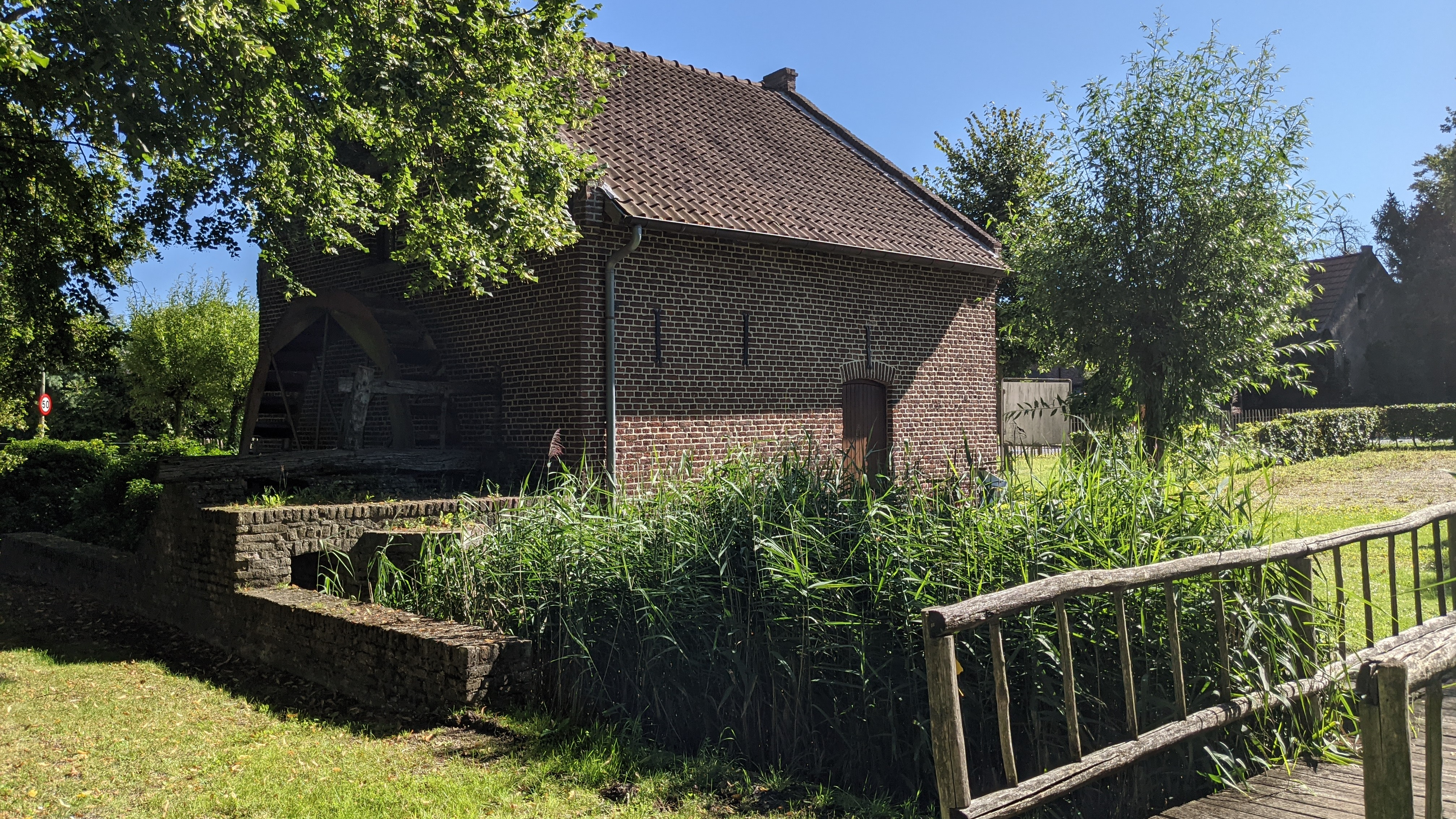
Heemkundig Museum 't Mieleke

Het Heemkundig Museum 't Mieleke is een heemkundig museum dat gevestigd is in de Nieuwe Molen aan de André Dumontlaan 19 te As.
Het museum werd ingericht door de heemkundige Sint-Aldegondiskring en toont archeologische vondsten, molenaarsgereedschap, gebruiksvoorwerpen, devotionalia, klederdrachten, muziekinstrumenten, speelgoed en dergelijke.

## Galerij

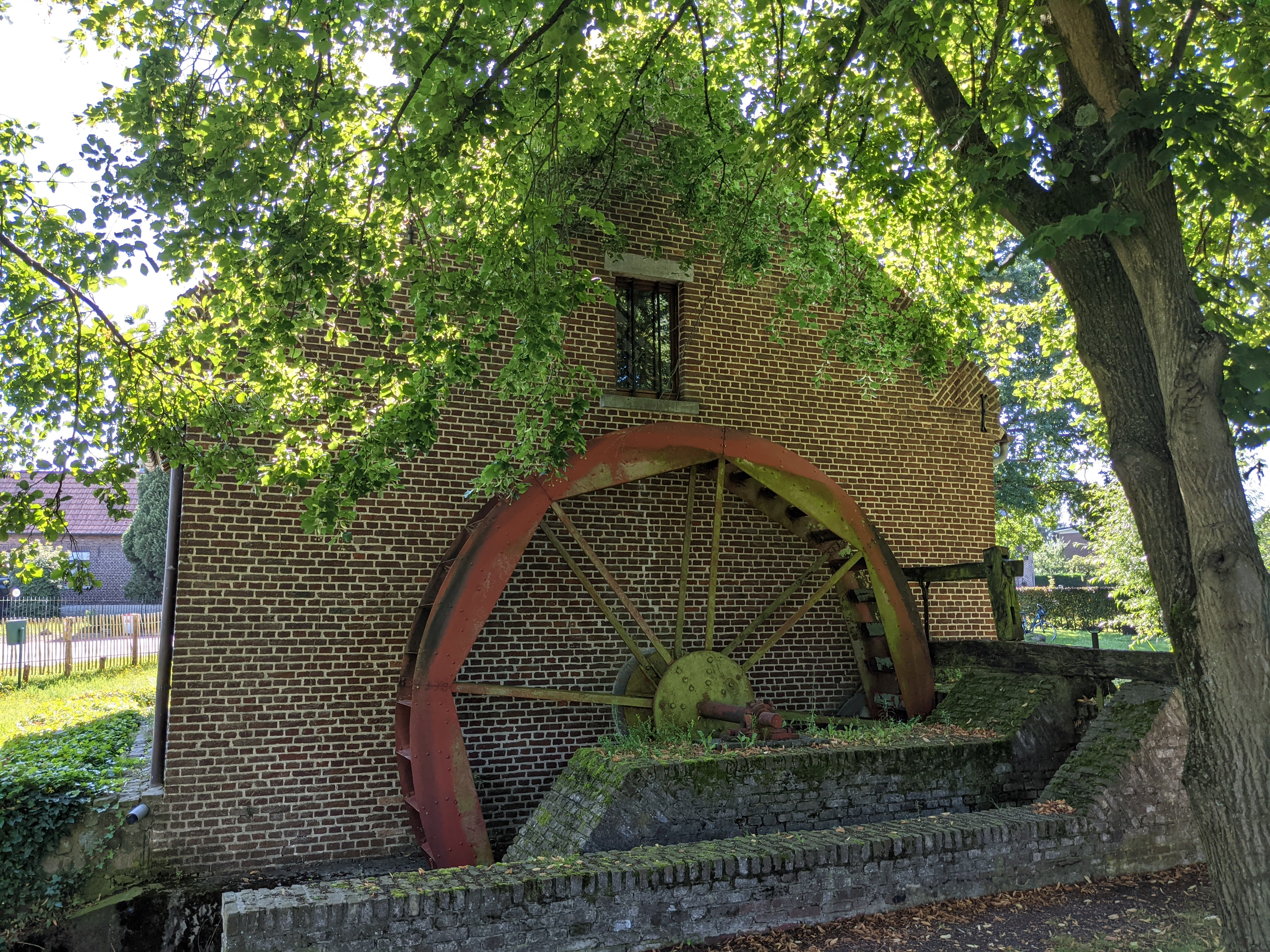
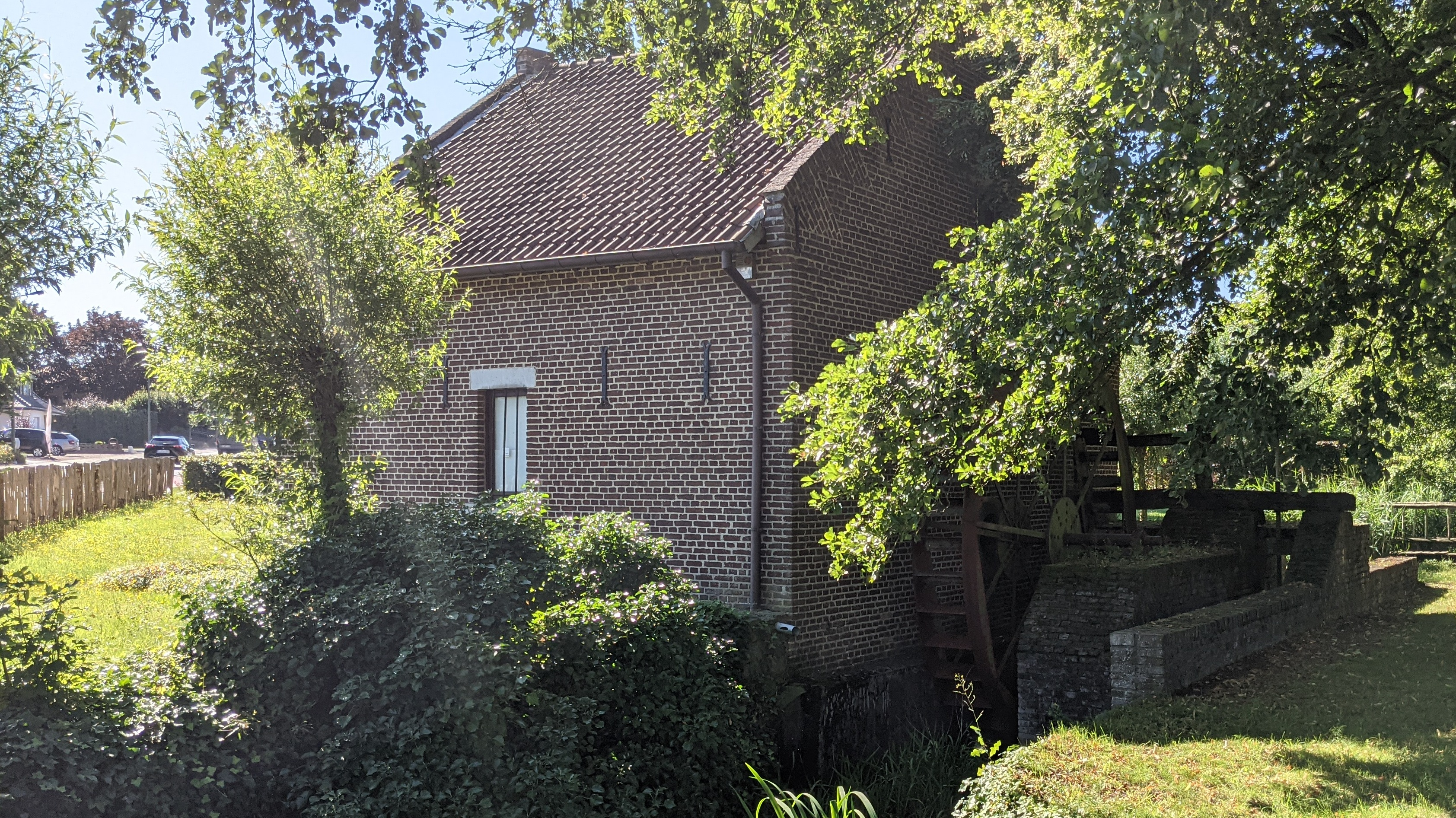